# Tritonaclia tollini
Tritonaclia tollini là một loài bướm đêm thuộc phân họ Arctiinae, họ Erebidae.